# Ministère du Néguev, de Galilée et de la Résilience nationale
Le Ministère du Néguev, de Galilée et de la Résilience nationale (hébreu : משרד הנגב, הגליל והחוסן הלאומי) est un ministère du gouvernement israélien, chargé de promouvoir et de renforcer le Néguev, la Galilée et la Résilience nationale depuis 2023, chargé de la promotion des jeunes et de l'amélioration de la qualité de vie des personnes âgées.
L'actuel ministre est Yitzhak Wasserlauf, membre du parti Otzma Yehudit.

## Historique
Le ministère a été créé en janvier 2005, en vertu d'une décision du gouvernement israélien, sous le nom de « Ministère du développement du Néguev et de la Galilée ». 
Dès sa création, le gouvernement s'est engagé à amener le Néguev et la Galilée à la croissance, tout en utilisant l'espace des possibilités qui y existe, à développer la périphérie géographique et à la placer au sommet des priorités de l'État, souhaitant le développement et le renforcement du Néguev et de la Galilée.
En octobre 2015, ses pouvoirs ont été élargis par une décision gouvernementale, le ministère est également chargé de la Périphérie sociale, qui ne se trouve pas dans le Néguev et la Galilée. En conséquence, son nom est changé en « Ministère du Développement de la Périphérie, du Néguev et de la Galilée ».
En février 2023, ses pouvoirs ont été modifiés et la gestion de la Périphérie sociale soit transféré au ministère de l'Intérieur. Le ministère du Néguev et de Galilée reçoit la responsabilité de s'occuper de la Résilience nationale, c'est-à-dire la promotion sociale des jeunes et de l'amélioration de la qualité de vie des personnes âgées, qui relevait jusqu'ici du ministère de l'Égalité sociale. Le ministère est renommé « Ministère du Néguev, de Galilée et de la Résilience nationale » à partir de décembre 2022.

## Fonction
Les responsabilités du Ministre du Néguev, de Galilée et de la Résilience nationale sont, entre autres :
- Gestion des projets et entreprises dans les colonies de Néguev et de la Galilée ; éducation, culture, emploi, tourisme
- Gestion des projets et entreprises pour les jeunes et les personnes agées

## Départements
Les différents départements du Ministère de la Santé :
- l'Autorité de développement du Néguev
- l'Autorité de Développement de Galilée
- l'Autorité de Planification et de Développement de l'Agriculture, de l'Habitat et du Village
- l'Autorité de la Jeunesse

## Liste des ministres
Les différents ministres du Développement du Néguev et de la Galilée s'étant succédé en Israël sont :
| Ministre                                                                | Ministre                                              | Ministre                                              | Parti                                                 | Gouvernement                                          | Début                                                 | Fin                                                   |
| Ministère du Développement du Néguev et de la Galilée                   | Ministère du Développement du Néguev et de la Galilée | Ministère du Développement du Néguev et de la Galilée | Ministère du Développement du Néguev et de la Galilée | Ministère du Développement du Néguev et de la Galilée | Ministère du Développement du Néguev et de la Galilée | Ministère du Développement du Néguev et de la Galilée |
| ----------------------------------------------------------------------- | ----------------------------------------------------- | ----------------------------------------------------- | ----------------------------------------------------- | ----------------------------------------------------- | ----------------------------------------------------- | ----------------------------------------------------- |
| 1                                                                       |                                                       | Yaakov Edri                                           | Kadima                                                | Sharon II                                             | 18 janvier 2006                                       | 4 mai 2006                                            |
| 2                                                                       |                                                       | Shimon Peres                                          | Kadima                                                | Olmert                                                | 4 mai 2006                                            | 13 juin 2007                                          |
| (1)                                                                     |                                                       | Yaakov Edri                                           | Kadima                                                | Olmert                                                | 4 juillet 2007                                        | 31 mars 2009                                          |
| 3                                                                       |                                                       | Silvan Shalom                                         | Likoud                                                | Netanyahou II et III                                  | 31 mars 2009                                          | 14 mai 2015                                           |
| Ministère du Développement de la Périphérie, du Néguev et de la Galilée |                                                       |                                                       |                                                       |                                                       |                                                       |                                                       |
| 4                                                                       |                                                       | Aryé Dery                                             | Shas                                                  | Netanyahou IV et V                                    | 14 mai 2015                                           | 13 juin 2021                                          |
| 5                                                                       |                                                       | Oded Forer                                            | Israel Beytenou                                       | Bennett-Lapid                                         | 13 juin 2021                                          | 29 décembre 2022                                      |
| Ministère du Néguev, de Galilée et de la Résilience nationale           |                                                       |                                                       |                                                       |                                                       |                                                       |                                                       |
| 6                                                                       |                                                       | Yitzhak Wasserlauf                                    | Otzma Yehudit                                         | Netanyahou VI                                         | 29 décembre 2022                                      |                                                       |